# Tony Arbolino

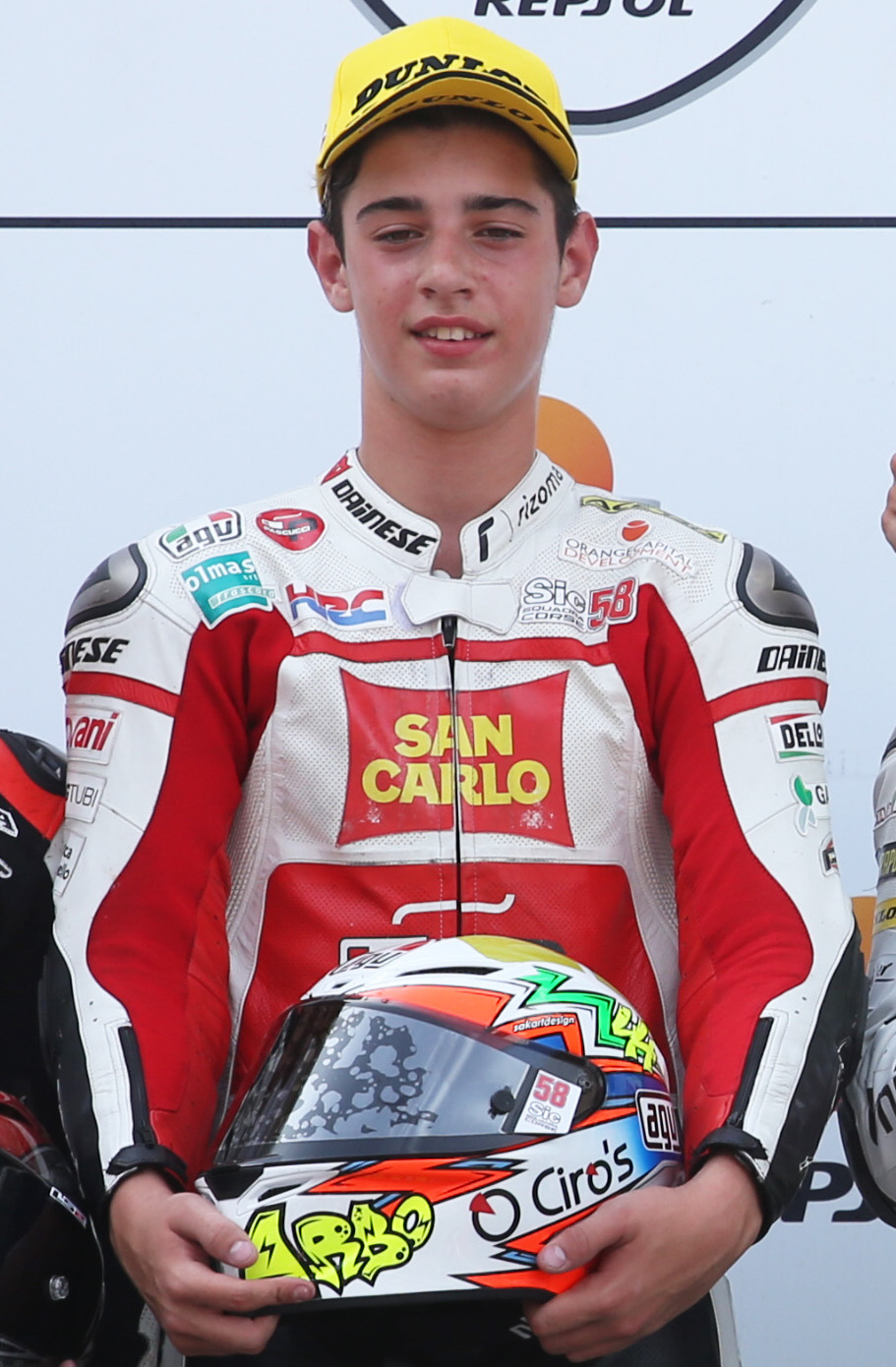
Tony Arbolino

Tony Arbolino, född 3 augusti 2000 i Garbagnate Milanese, är en italiensk roadracingförare som 2017 tävlade i Moto3-klassen i världsmästerskapen i Grand Prix Roadracing. Men sedan 2021 tävlar han i världsmästerskapet i Moto2.

## Tävlingskarriär
Arbolino tävlade 2015 och 2016 i junior-VM i Moto3. Roadracing-VM 2017 steg han upp i Moto3-VM som ordinarie förare i SIC58-stallet på en Honda-motorcykel. Han kom på 34:e plats i VM. Till säsongen 2018 flyttade Arbolino till Marinelli Snipers Team men fortsatt på Honda. han kom på 18:e plats i VM. Arbolino fortsatte i samma team 2019.

## Framskjutna placeringar
Uppdaterad till 2020-11-16.
| Nr | Grand Prix | År   |
| -- | ---------- | ---- |
| 1  | Italien    | 2019 |
| 2  | TT Assen   | 2019 |
| 3  | Valencia   | 2020 |

| Nr | Grand Prix     | År   |
| -- | -------------- | ---- |
| 1  | Österrike      | 2019 |
| 2  | Storbritannien | 2019 |
| 3  | Steiermark     | 2020 |
| 4  | Katalonien     | 2020 |
| 5  | Frankrike      | 2020 |

| Nr | Grand Prix | År   |
| -- | ---------- | ---- |
| 1  | Argentina  | 2019 |
| 2  | Tjeckien   | 2019 |
| 3  | San Marino | 2019 |
| 4  | Spanien    | 2020 |